# 근지구 천체

니어 슈메이커 탐사선이 방문한 근지구천체 433 에로스

근지구천체(近地球天體, 영어: near-Earth object, NEO)는 근일점거리가 1.3AU이내인 천체로 정의한다. 주로 소행성과 혜성이다.
1999년 6월, 토리노에서 열린 지구접근천체에 관한 국제회의에서 천체의 지구와의 충돌 위협을 정량화한 토리노 척도가 공식화되었다.
2011년 11월 8일 직경 400m 크기의 소행성 2005 YU55가 지구에서 32만km 떨어져서 통과하였다.
2013년 2월 15일 19시 20분 경에 (협정 세계시 기준) 367943 두엔데가 지표에서 2만 7700km 떨어진 곳을 통과하였다. 이는 정지 궤도 보다도 낮은 고도다.

## 토리노 척도
토리노 척도는 근지구천체(NEO)가 지구에 충돌할 확률 및 충돌했을 경우의 예측 피해 상황을 나타내는 척도이다. 색과 수치로 표시된다. 매사추세츠 공과대학교의 Binzel 교수가 제안하여 이탈리아의 토리노에서 개최된 국제천문연맹 회의에서 채택되었고, 2005년에 설명문이 개정되었다.

## 충돌 가능성

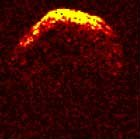
소행성 1950 DA의 아레시보 천문대 레이다 화상

잘못된 경보를 제외해도 그 수는 지구에 충분히 위협적인 것으로 판명되었다. 소행성 (29075) 1950 DA는 약 1.1km의 지름을 가진 아폴로 소행성군으로, 관측 결과 2880년 3월 충돌 가능성이 300분의 1에 달하는 것으로 추산되었다. 그러나 추가적인 관측 결과 실제 충돌 가능성은 2만분의 1로 감소되었다.

## 같이 보기
- 소행성
- 혜성
- 우주 쓰레기
- 2004 BL86
- 594913 아일로차흐님